# 8kun
8kun, do listopada 2019 8chan – wielojęzyczny, międzynarodowy imageboard, składający się z „tablic” (ang. boards) utworzonych przez użytkownika.
Strona otrzymała zarówno pochwały, jak i krytykę w związku z jej stanowiskiem w sprawie wolności słowa, usuwa zawartość tylko wtedy, gdy narusza ona prawo federalne Stanów Zjednoczonych (w praktyce oznacza to blokowanie głównie pornografii dziecięcej).

## Charakterystyka
W odróżnieniu od 4chana użytkownicy mogą tworzyć własne boardy (tablice). Każda tablica jest moderowana przez jej twórcę, z minimalną ingerencją innych administratorów serwisu.
8kun cechuje się anonimowością użytkowników oraz niewielkim stopniem moderowania treści. Na stronie można znaleźć zarówno zwyczajne treści, np. takie związane z muzyką, filmami, sportem czy technologią, jak i treści związane z ruchem alt-right, neonazizmem, białą supremacją, teoriami spiskowymi (z których najgłośniejszymi są Pizzagate i teorie związane z QAnon) czy też manifesty masowych morderców.
Zdaniem twórcy strony, Fredericka Brennana, powstanie strony to odpowiedź na szybko rosnącą inwigilację i utratę wolności słowa w Internecie. Brennan, który nie akceptuje ograniczeń przyjętych na 4chanie, opisuje 8chan jako „przyjazną wolności słowa” (ang. free-speech-friendly) alternatywę. Witryna umożliwia m.in. zabronione na 4chanie tzw. „raids” (najazdy na inne organizacje) oraz doxing.
8kun jest odwiedzany przez 500 tysięcy osób miesięcznie.

## Historia
8chan został stworzony w październiku 2013 roku przez niepełnosprawnego programistę-samouka Fredricka Brennana, znanego również pod pseudonimem „Hotwheels”. Pierwotnie strona miała wąskie grono użytkowników, ale znacznie zyskała na popularności w 2014 roku – po tym, jak na 4chanie zabroniono dyskusji nt. Gamergate (czyli uznawanej za "kampanię nienawiści" kontrowersji związanej z etyką w dziennikarstwie growym oraz kobietami i feminizmem w branży gier wideo). Miało to związek z tym, że osoby skupione wokół Gamergate dopuszczały się doxxingu oraz gróźb śmierci i gwałtu wobec różnych kobiet. Te osoby przeniosły się na 8chana. Było to ważnym wydarzeniem przy powstaniu ruchu alt-right. Wkrótce Brennan założył zbiórkę crowdfundingową na stronie Patreon i próbował zebrać fundusze na utrzymanie strony, ale Patreon zablokował zbiórkę, ponieważ uznano, że 8chan narusza warunki świadczenia usług Patreona. Brennan był administratorem 8chana do 2016 roku.
W dzień zamachów na meczety w Christchurch na platformie 8chan został zamieszczony wpis, w którym sprawca strzelaniny, Brenton Tarrant, zapowiedział przeprowadzenie ataku: Well lads, it’s time to stop shitposting and time to make a real life effort post. Wpis spotkał się zarówno z negatywnymi, jak i pozytywnymi odpowiedziami użytkowników.

### Zablokowanie strony
W dniu 12 sierpnia 2015 roku adres 8ch.net został przejściowo wycofany przez Google z wyników wyszukiwania ze względu na „prawdopodobne naruszanie praw dzieci” (ang. suspected child abuse content).
4 sierpnia 2019 dostęp do adresu 8ch.net został zablokowany z powodu zaprzestania hostingu strony przez dostawcę usług internetowych Voxility. Była to reakcja tego dostawcy na serię zamachów z 2019 (w meczetach w Christchurch – 15 marca, synagodze w Poway – 27 kwietnia, oraz supermarkecie w El Paso – 3 sierpnia), których sprawcy tuż przed ich dokonaniem opublikowali swoje skrajnie prawicowe manifesty na 8chan. Administracji i moderatorom zarzucono brak jakiejkolwiek reakcji na tego rodzaju zjawiska na stronie. Ze stroną współpracę zerwała też firma Cloudflare zapewniająca ochronę przed atakami DDoS, a Matthew Prince z Cloudflare nazwał 8chan „kloaką nienawiści”. 

### Powrót do życia
Po 3 miesiącach nieaktywności 8chan powrócił w listopadzie 2019 roku i zmienił nazwę na 8kun. W związku z zablokowaniem, przeniósł się do dark webu – ukrytej części internetu, do której dostęp wymaga specjalnych przeglądarek, chociaż pod zmienionym adresem jest dostępny także w clearnecie (czyli zwyczajnym, powszechnie dostępnym Internecie, tj. takim, w którym strony, które są indeksowane przez powszechnie dostępne wyszukiwarki, np. Google, Bing, Yahoo! Search). 8kun był wykorzystywany przez uczestników szturmu (ataku) na Kapitol Stanów Zjednoczonych z 6 stycznia 2021, w związku z czym właściciel strony, Jim Watkins, został wezwany przez Kongres, by zeznawać przed Komisją specjalną Izby Reprezentantów do zbadania ataku z 6 stycznia. 